# روژه دوکره
روژه دوکره ورزشکار مرد رشتهٔ شمشیربازی اهل کشور فرانسه است. وی در بین سال‌های ‎۱۹۲۰ تا ۱۹۲۸ میلادی در مسابقات بازی‌های المپیک تابستانی در مجموع ۸ مدال، شامل ۳ مدال طلا و ۴ نقره و ۱ برنز را کسب کرد.